# Harkány
Harkány [ˈhɒrkaːɲ]  (deutsch: Harkan) ist eine Stadt in Südungarn mit etwa 4000 Einwohnern.

## Lage
Harkány ist der Nachbarort der Stadt Siklós und liegt wie diese am Fuß des Villány-Gebirges im Süden des Komitats Baranya. Die Grenze zu Kroatien, die entlang der Drau verläuft, ist nur 7 km entfernt.
In 4 bis 6 km Entfernung liegen die Dörfer Ipacsfa, Kovácshida und Márfa sowie im Norden – direkt am Berghang – der Wallfahrtsort Máriagyűd, der zu Siklós gehört. Die Umgebung bietet außer den bis 442 m hohen Bergen zwei Bäche zum Fischen, einige Seen und Burgen sowie die bekannten Rotweine der Weinstraße Villány-Siklós.

## Thermalbad

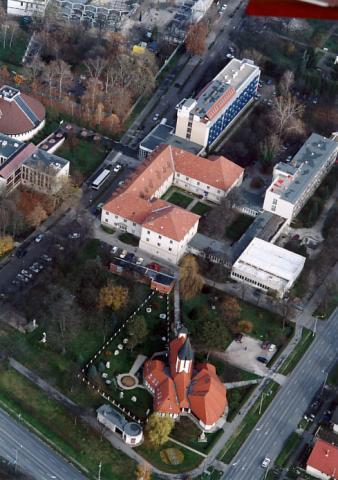
Luftaufnahme: Harkány

Harkány ist überregional seit mehr als anderthalb Jahrhunderten vor allem durch das Thermalbad mit schwefelhaltigem Wasser bekannt, das sich besonders für die Behandlung von Gelenkerkrankungen und gynäkologischen Beschwerden eignet. Insgesamt gibt es fast 35.000 Unterkunftsmöglichkeiten.

## Veranstaltungen
Im Ort werden regelmäßig Festivals und klassische Musikkonzerte veranstaltet. Im Hof der Pfarrkirche ist das Werk des Grafikers László Morvay ausgestellt, insbesondere seine originelle, feueremaillierte Kollektion.

## Verkehrslage und größere Orte der Umgebung
Harkány liegt an der 58-as főút Pécs – Drávaszabolcs (kroatische Grenze) circa 25 km südlich von Pécs. Es existiert auch eine Eisenbahnlinie von Sellye nach Villány, die jedoch seit einigen Jahren außer Betrieb ist. Größere Orte in der Umgebung sind Siklós, Villány, Túrony, Márfa, Kovácshida, Nagyharsány, Beremend.

## Städtepartnerschaften
Harkány ist mit folgenden Städten Partnerschaften eingegangen:
| - Bačko Petrovo Selo, Serbien - Băile Tușnad, Rumänien - Bruchköbel, Deutschland - Crikvenica, Kroatien | - Hajdúböszörmény, Ungarn - Kurtschatow, Russland - Szczawnica, Polen - Trogir, Kroatien |